# X-trial

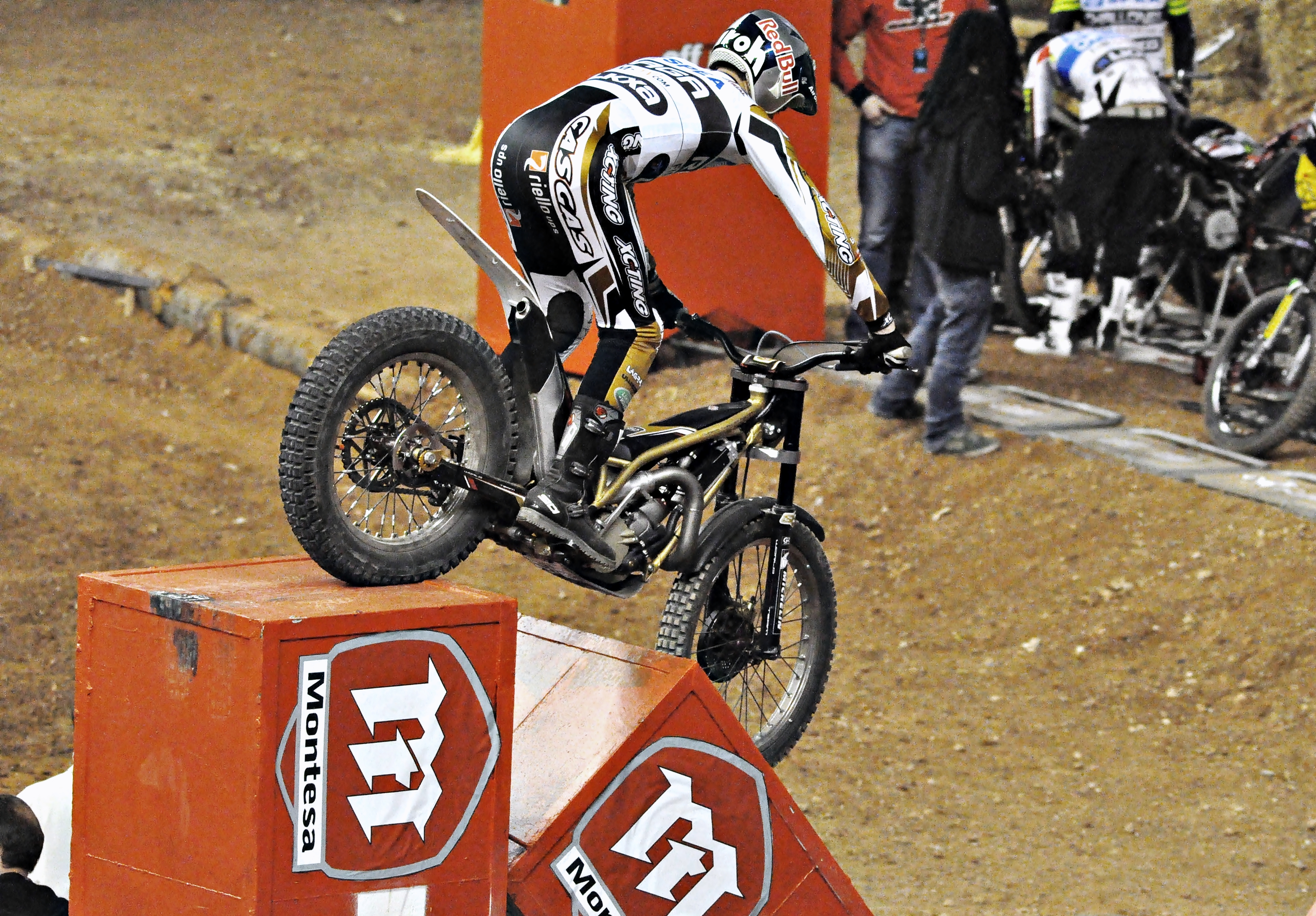
Adam Raga in actie (2011)

X-trial of Indoor trial is een trialwedstrijd met motorfietsen die in een hal wordt verreden.
Bij X-trial worden uitsluitend kunstmatige hindernissen gebruikt. De eerste X-trial (toen nog "indoor trial") in Nederland werd in 1975 in de Arnhemse Rijnhal gereden.
Een voordeel van X-trial is dat het publiek de hele wedstrijd kan volgen en alle proeven kan zien. Bij een normale trial kan dat vrijwel niet: de proeven zijn in het terrein of een bos uitgezet en te voet niet altijd snel bereikbaar. X-trial heeft niet het nadeel van andere indoor-motorsporten als indoor cross en -speedway dat zich in de hal veel uitlaatgassen ophopen. Bij trial wordt niet hard gereden en ontstaan dus minder uitlaatgassen.

## Wereldkampioenschap
Sinds 1993 is er naast de reguliere ook een indoor wereldtitel trial. De eerste die die titel veroverde was de Fin Tommi Ahvala op Aprilia. Vermeldenswaardig zijn de Brit Dougie Lampkin (Beta, later Montesa) die vijf maal beslag wist te leggen op de winst, en uiteraard de Spanjaard Toni Bou (Montesa) die sinds 2007 regeert als wereldkampioen X-trial.